# Nadecznik stawowy
Nadecznik stawowy (Spongilla lacustris) – gatunek gąbek słodkowodnych.

## Występowanie
Nadecznik stawowy występuje w postaci kolonii w kształcie krzewiastej i gałęziastej w zbiornikach wodnych oraz wolno płynących rzekach głównie strefy umiarkowanej. Należy do fauny Polski.

## Opis
Szkielet nadecznika stawowego stanowią gładkie igły krzemionkowe, które są spojone włóknami sponginowymi. Rozród trwa od maja do lipca. Nadecznik stawowy tworzy formę przetrwalnikową będącą formą rozrodu bezpłciowego zdolną do przetrwania całego okresu zimowego w zamarzniętym zbiorniku wodnym. 
Kolonie tej gąbki osiągają wysokość do 1 m. Zbudowane według typu leukon. W skład kolonii wchodzi znaczna liczba osobników, które trudno jest rozróżnić. Zabarwienie kolonii jest brązowoszare lub zielone, dzięki obecności w komórkach symbiotycznych jednokomórkowych glonów (zoochlorellae).